# Vòng loại Cúp FA 2015-16
Vòng loại Cúp FA 2015–16 khởi đầu cho giải đấu lần thứ 135 ở Anh cho chức vô địch Football Association Challenge Cup (FA Cup), giải đấu loại trực tiếp lâu đời nhất thế giới. Có tổng cộng 736 đội bóng được quyền tham gia, con số giống với mùa giải trước.
Một số lượng lớn câu lạc bộ vào giải đấu thuộc Cấp độ 5 đến 10 trong Hệ thống các giải bóng đá ở Anh có nghĩa rằng giải đấu sẽ bắt đầu gồm 6 vòng, 2 vòng sơ loại và 4 vòng loại. 32 đội chiến thắng ở Vòng loại 4 sẽ vào Vòng 1, khi các đội bóng ở Cấp độ 3 và 4 sẽ bước vào tranh tài.

## Lịch thi đấu
Lịch thi đấu Vòng loại Cúp FA 2015–16, được công bố bởi Hiệp hội bóng đá Anh.
| Vòng              | Ngày thi đấu chính   | Số trận đấu | Câu lạc bộ | Các đội mới vào vòng này | Tiền thưởng     |
| ----------------- | -------------------- | ----------- | ---------- | ------------------------ | --------------- |
| Vòng Tiền sơ loại | 15 tháng 8 năm 2015  | 184         | 736 → 552  | 368: thứ 369–thứ 736     | 1,500 bảng Anh  |
| Vòng Sơ loại      | 29 tháng 8 năm 2015  | 160         | 552 → 392  | 136: thứ 233–thứ 368     | 1,925 bảng Anh  |
| Vòng loại 1       | 12 tháng 9 năm 2015  | 116         | 392 → 276  | 72: thứ 161–thứ 232      | 3,000 bảng Anh  |
| Vòng loại 2       | 26 tháng 9 năm 2015  | 80          | 276 → 196  | 44: thứ 117–thứ 160      | 4,500 bảng Anh  |
| Vòng loại 3       | 10 tháng 10 năm 2015 | 40          | 196 → 156  | không có                 | 7,500 bảng Anh  |
| Vòng loại 4       | 24 tháng 10 năm 2015 | 32          | 156 → 124  | 24: thứ 93–thứ 116       | 12,500 bảng Anh |

## Vòng Tiền sơ loại
Các trận đấu của vòng Tiền sơ loại được dự định thi đấu ngày 15 tháng 8 năm 2015, các trận đá lại không được tổ chức sau ngày 20 tháng 8 năm 2015. Có tổng cộng 368 đội, từ Cấp độ 9 và 10 của bóng đá Anh, vào vòng này. Vòng đấu gồm 92 đội nằm ở Cấp độ 10, là các câu lạc bộ có cấp độ thấp nhất sẽ tranh tài trong giải đấu. Kết quả như sau:
| Thứ tự | Đội nhà (Bốc thăm)              | Tỷ số        | Đội khách (Bốc thăm)           | Khán giả |
| ------ | ------------------------------- | ------------ | ------------------------------ | -------- |
| 1      | Penrith (9)                     | 1–2          | Jarrow Roofing BCA (9)         | 110      |
| 2      | Silsden (9)                     | 2–1          | West Allotment Celtic (9)      | 53       |
| 3      | Ashington (10)                  | 2–2          | Albion Sports (9)              | 310      |
| đá lại | Albion Sports (9)               | 2–3          | Ashington (10)                 | 121      |
| 4      | AFC Darwen (9)                  | 1–2          | Washington (9)                 | 203      |
| 5      | Newcastle Benfield (9)          | 4–2          | Yorkshire Amateur (10)         | 80       |
| 6      | Nelson (9)                      | 0–4          | Newton Aycliffe (9)            | 96       |
| 7      | Bedlington Terriers (9)         | 1–1          | West Auckland Town (9)         |          |
| đá lại | West Auckland Town (9)          | 4–0          | Bedlington Terriers (9)        |          |
| 8      | Barnoldswick Town (9)           | 0–5          | Colne (9)                      | 333      |
| 9      | Billingham Synthonia (10)       | 0–0          | Consett (9)                    | 147      |
| đá lại | Consett (9)                     | 8–0          | Billingham Synthonia (10)      | 188      |
| 10     | Hebburn Town (10)               | 1–3          | Tadcaster Albion (9)           | 83       |
| 11     | Bishop Auckland (9)             | 1–1          | Shildon (9)                    | 529      |
| đá lại | Shildon (9)                     | 2–4          | Bishop Auckland (9)            |          |
| 12     | Sunderland RCA (9)              | 4–4          | Guisborough Town (9)           | 65       |
| đá lại | Guisborough Town (9)            | 3–2          | Sunderland RCA (9)             |          |
| 13     | Crook Town (10)                 | 0–6          | Dunston UTS (9)                | 118      |
| 14     | Holker Old Boys (10)            | 4–0          | Liversedge (9)                 | 89       |
| 15     | Pickering Town (9)              | 4–0          | Thornaby (10)                  | 159      |
| 16     | Seaham Red Star (9)             | 2–2          | Marske United (9)              |          |
| đá lại | Marske United (9)               | 3–1          | Seaham Red Star (9)            | 104      |
| 17     | Garforth Town (9)               | 1–4          | Morpeth Town (9)               | 121      |
| 18     | Heaton Stannington (10)         | 3–1          | Norton & Stockton Ancients (9) |          |
| 19     | Bridlington Town (9)            | 0–2          | North Shields (9)              | 351      |
| 20     | Whitley Bay (9)                 | 1–1          | Sunderland Ryhope CW (10)      | 287      |
| đá lại | Sunderland Ryhope CW (10)       | 2–3          | Whitley Bay (9)                | 127      |
| 21     | Whickham (10)                   | 1–2          | Padiham (9)                    | 130      |
| 22     | Durham City (9)                 | 1–3          | Thackley (9)                   | 108      |
| 23     | Glasshoughton Welfare (10)      | 2–2          | Runcorn Linnets (9)            | 163      |
| đá lại | Runcorn Linnets (9)             | 6–1          | Glasshoughton Welfare (10)     | 252      |
| 24     | Chadderton (10)                 | 2–9          | AFC Liverpool (9)              | 75       |
| 25     | Congleton Town (9)              | 0–0          | Nostell MW (9)                 | 163      |
| đá lại | Nostell MW (9)                  | 0–4          | Congleton Town (9)             | 56       |
| 26     | Alsager Town (9)                | 1–0          | Athersley Recreation (9)       | 110      |
| 27     | Winsford United (9)             | 1–1          | AFC Blackpool (9)              | 134      |
| đá lại | AFC Blackpool (9)               | 3–2          | Winsford United (9)            | 43       |
| 28     | AFC Emley (10)                  | 7–1          | Parkgate (9)                   | 249      |
| 29     | Ashton Athletic (9)             | 2–2          | Maltby Main (9)                | 73       |
| đá lại | Maltby Main (9)                 | 3–2          | Ashton Athletic (9)            | 115      |
| 30     | Penistone Church (10)           | 0–2          | Pontefract Collieries (9)      | 220      |
| 31     | Maine Road (9)                  | 2–1          | St Helens Town (10)            | 103      |
| 32     | Handsworth Parramore (9)        | 6–0          | Staveley MW (9)                | 122      |
| 33     | 1874 Northwich (9)              | 3–0          | West Didsbury & Chorlton (9)   | 350      |
| 34     | Barton Town Old Boys (9)        | 2–2          | Squires Gate (9)               | 122      |
| đá lại | Squires Gate (9)                | 2–4 (s.h.p.) | Barton Town Old Boys (9)       | 36       |
| 35     | Abbey Hey (9)                   | 3–1          | Worksop Town (9)               | 180      |
| 36     | Runcorn Town (9)                | 3–0          | Bacup Borough (10)             | 65       |
| 37     | Hemsworth MW (10)               | 1–2          | Armthorpe Welfare (9)          | 68       |
| 38     | Bootle (9)                      | 0–2          | Atherton Collieries (9)        | 195      |
| 39     | Hanley Town (10)                | 4–2          | Shawbury United (10)           | 118      |
| 40     | Continental Star (9)            | 2–2          | Bolehall Swifts (10)           | 69       |
| đá lại | Bolehall Swifts (10)            | 1–3          | Continental Star (9)           | 48       |
| 41     | Boldmere St Michaels (9)        | 3–3          | Rocester (9)                   | 123      |
| đá lại | Rocester (9)                    | 4–0          | Boldmere St Michaels (9)       | 68       |
| 42     | Hinckley (10)                   | 0–0          | Walsall Wood (9)               | 241      |
| đá lại | Walsall Wood (9)                | 1–3          | Hinckley (10)                  | 171      |
| 43     | Brocton (9)                     | 1–5          | Stourport Swifts (9)           | 92       |
| 44     | Southam United (10)             | 0–2          | AFC Wulfrunians (9)            | 68       |
| 45     | Alvechurch (9)                  | 2–0          | Heath Hayes (10)               | 88       |
| 46     | Tipton Town (10)                | 0–2          | Cadbury Athletic (10)          |          |
| 47     | AFC Bridgnorth (10)             | 1–0          | Wolverhampton Casuals (10)     |          |
| 48     | Malvern Town (10)               | 0–5          | Sporting Khalsa (9)            | 108      |
| 49     | Westfields (9)                  | 1–0          | Pegasus Juniors (10)           | 247      |
| 50     | Gornal Athletic (10)            | 1–2          | Bromsgrove Sporting (10)       | 128      |
| 51     | Lye Town (9)                    | 2–2          | Coventry Sphinx (9)            | 80       |
| đá lại | Coventry Sphinx (9)             | 2–1 (s.h.p.) | Lye Town (9)                   | 90       |
| 52     | Coleshill Town (9)              | 11–0         | Ellesmere Rangers (10)         | 121      |
| 53     | Cleethorpes Town (9)            | 5–1          | Brigg Town (9)                 | 116      |
| 54     | Harborough Town (9)             | 3–2          | Shirebrook Town (10)           | 81       |
| 55     | South Normanton Athletic (10)   | 2–1          | AFC Mansfield (10)             | 95       |
| 56     | Shepshed Dynamo (9)             | 1–0          | Retford United (9)             | 185      |
| 57     | Bottesford Town (10)            | 2–2          | Rainworth MW (9)               | 63       |
| đá lại | Rainworth MW (9)                | 1–5          | Bottesford Town (10)           | 62       |
| 58     | Kirby Muxloe (9)                | 3–1          | Heanor Town (9)                |          |
| 59     | Long Eaton United (9)           | 2–1          | Harrowby United (9)            | 111      |
| 60     | Loughborough University (9)     | 4–1          | Barrow Town (10)               | 74       |
| 61     | St Andrews (10)                 | 2–3          | Clipstone (9)                  | 32       |
| 62     | Radford (10)                    | 3–2          | Sleaford Town (9)              | 105      |
| 63     | Quorn (9)                       | 1–3          | Oadby Town (9)                 | 161      |
| 64     | Bardon Hill (9)                 | 0–1          | Dunkirk (9)                    | 61       |
| 65     | Ellistown & Ibstock United (10) | 0–5          | Holwell Sports (10)            | 54       |
| 66     | Blaby & Whetstone Athletic (10) | 0–5          | Leicester Nirvana (9)          | 68       |
| 67     | Walsham Le Willows (9)          | 0–3          | Godmanchester Rovers (9)       | 107      |
| 68     | Wisbech Town (9)                | 1–0          | Diss Town (10)                 | 226      |
| 69     | Yaxley (9)                      | 2–1          | Gorleston (9)                  | 61       |
| 70     | Peterborough Northern Star (9)  | 1–2          | Newmarket Town (9)             | 48       |
| 71     | Haverhill Rovers (9)            | 0–1          | Mildenhall Town (9)            | 152      |
| 72     | Fakenham Town (9)               | 0–0          | Huntingdon Town (9)            | 92       |
| đá lại | Huntingdon Town (9)             | 0–6          | Fakenham Town (9)              | 67       |
| 73     | Eynesbury Rovers (9)            | 0–1          | Peterborough Sports (10)       | 110      |
| 74     | Swaffham Town (9)               | 2–4          | Thetford Town (9)              | 109      |
| 75     | Great Yarmouth Town (10)        | 0–3          | Norwich United (9)             | 143      |
| 76     | Deeping Rangers (9)             | 6–1          | Boston Town (9)                | 110      |
| 77     | Holbeach United (9)             | 1–1          | Ely City (10)                  | 137      |
| đá lại | Ely City (10)                   | 0–4          | Holbeach United (9)            | 108      |
| 78     | Welwyn Garden City (9)          | 3–1          | Haverhill Borough (10)         | 96       |
| 79     | Hoddesdon Town (9)              | 4–0          | Sawbridgeworth Town (9)        | 216      |
| 80     | FC Romania (9)                  | 0–3          | Whitton United (9)             | 34       |
| 81     | Southend Manor (9)              | 3–1          | Codicote (10)                  | 60       |
| 82     | Wivenhoe Town (10)              | 1–5          | Tower Hamlets (9)              | 99       |
| 83     | Cockfosters (9)                 | 4–0          | Burnham Ramblers (9)           | 88       |
| 84     | Hadley (9)                      | 1–2          | Saffron Walden Town (9)        | 70       |
| 85     | Hertford Town (9)               | 2–2          | Kirkley & Pakefield (9)        | 111      |
| đá lại | Kirkley & Pakefield (9)         | 2–1          | Hertford Town (9)              | 78       |
| 86     | Debenham LC (10)                | 0–1          | Ipswich Wanderers (9)          | 80       |
| 87     | Bowers & Pitsea (9)             | 0–1          | Ilford (9)                     | 66       |
| 88     | Basildon United (9)             | 3–1          | Sporting Bengal United (9)     | 68       |
| 89     | FC Broxbourne Borough (9)       | 1–2          | Brantham Athletic (9)          | 41       |

| Thứ tự | Đội nhà (Bốc thăm)             | Tỷ số        | Đội khách (Bốc thăm)            | Khán giả |
| ------ | ------------------------------ | ------------ | ------------------------------- | -------- |
| 90     | Long Melford (9)               | 3–0          | London Bari (9)                 | 108      |
| 91     | Clacton (9)                    | 3–1          | Eton Manor (9)                  | 139      |
| 92     | Hullbridge Sports (9)          | 2–1          | Hadleigh United (9)             | 56       |
| 93     | Clapton (9)                    | 1–2          | Stanway Rovers (9)              | 261      |
| 94     | Stansted (9)                   | 2–1          | Takeley (9)                     | 187      |
| 95     | Enfield 1893 (9)               | 0–4          | London Colney (9)               | 58       |
| 96     | Felixstowe & Walton United (9) | 1–1          | Barking (9)                     | 130      |
| đá lại | Barking (9)                    | 3–1 (s.h.p.) | Felixstowe & Walton United (9)  | 95       |
| 97     | Waltham Forest (9)             | 0–3          | St Margaretsbury (9)            | 63       |
| 98     | AFC Hayes (9)                  | 3–2          | Flackwell Heath (9)             | 58       |
| 99     | Wellingborough Town (9)        | 1–8          | Ashford Town (Middx) (9)        | 101      |
| 100    | Berkhamsted (9)                | 3–2          | Hanworth Villa (9)              | 73       |
| 101    | Oxhey Jets (9)                 | 0–0          | AFC Kempston Rovers (9)         | 58       |
| đá lại | AFC Kempston Rovers (9)        | 3–2          | Oxhey Jets (9)                  | 43       |
| 102    | Spelthorne Sports (9)          | 2–1          | Stotfold (9)                    | 80       |
| 103    | Windsor (9)                    | 0–1          | AFC Dunstable (9)               | 127      |
| 104    | Ampthill Town (10)             | 0–3          | Risborough Rangers (10)         | 140      |
| 105    | Rothwell Corinthians (9)       | 1–2          | Thrapston Town (10)             | 109      |
| 106    | Hillingdon Borough (10)        | 1–1          | Wembley (9)                     | 58       |
| đá lại | Wembley (9)                    | 2–1          | Hillingdon Borough (10)         | 73       |
| 107    | Northampton Sileby Rangers (9) | 2–1          | Sun Postal Sports (9)           | 72       |
| 108    | Wellingborough Whitworths (10) | 0–3          | Northampton Spencer (9)         | 61       |
| 109    | Newport Pagnell Town (9)       | 6–2          | Holmer Green (9)                | 84       |
| 110    | Biggleswade United (9)         | 2–1          | Desborough Town (9)             | 98       |
| 111    | Potton United (10)             | 0–2          | Bedfont Sports (9)              | 91       |
| 112    | London Tigers (9)              | 1–1          | Bedfont & Feltham (10)          | 30       |
| đá lại | Bedfont & Feltham (10)         | 2–2 (8–7 p)  | London Tigers (9)               |          |
| 113    | Tring Athletic (9)             | 2–1          | Leverstock Green (9)            | 107      |
| 114    | Bedford (9)                    | 0–6          | Cogenhoe United (9)             | 57       |
| 115    | Raunds Town (10)               | 1–0          | Crawley Green (10)              | 41       |
| 116    | Harefield United (9)           | 2–2          | Long Buckby (10)                | 102      |
| đá lại | Long Buckby (10)               | 1–0          | Harefield United (9)            | 63       |
| 117    | Royal Wootton Bassett Town (9) | 0–2          | Bracknell Town (9)              | 121      |
| 118    | Ardley United (9)              | 1–4          | Tuffley Rovers (9)              | 41       |
| 119    | Binfield (9)                   | 1–1          | Westfield (9)                   | 72       |
| đá lại | Westfield (9)                  | 0–1          | Binfield (9)                    | 120      |
| 120    | Ascot United (9)               | 1–2          | Kidlington (9)                  | 53       |
| 121    | Holyport (10)                  | 1–3          | Milton United (9)               | 67       |
| 122    | Hook Norton (10)               | 5–0          | Frimley Green (10)              | 45       |
| 123    | Reading Town (10)              | 0–5          | Chertsey Town (9)               |          |
| 124    | Knaphill (9)                   | 1–3          | Highworth Town (9)              | 86       |
| 125    | Chinnor (10)                   | 0–2          | Hartley Wintney (9)             | 28       |
| 126    | Thame United (9)               | 1–1          | Farnham Town (9)                | 145      |
| đá lại | Farnham Town (9)               | 1–1 (4–3 p)  | Thame United (9)                |          |
| 127    | Abingdon United (9)            | 0–3          | Brimscombe & Thrupp (9)         | 117      |
| 128    | Cheltenham Saracens (10)       | 1–0          | Winterbourne United (9)         | 25       |
| 129    | Tadley Calleva (10)            | 2–3          | Guildford City (9)              | 110      |
| 130    | Highmoor Ibis (9)              | 1–2          | Thatcham Town (9)               | 102      |
| 131    | Badshot Lea (9)                | 2–1          | Camberley Town (9)              | 91       |
| 132    | Cove (9)                       | 5–4          | Shrivenham (10)                 |          |
| 133    | Banstead Athletic (10)         | 1–1          | Rochester United (9)            | 61       |
| đá lại | Rochester United (9)           | 2–1          | Banstead Athletic (10)          | 54       |
| 134    | Hailsham Town (9)              | 2–3          | Eastbourne United (9)           | 172      |
| 135    | Worthing United (9)            | 0–0          | Deal Town (9)                   | 68       |
| đá lại | Deal Town (9)                  | 7–1          | Worthing United (9)             | 84       |
| 136    | Arundel (9)                    | 3–1          | Raynes Park Vale (9)            | 98       |
| 137    | Horsham YMCA (9)               | 2–0          | AFC Croydon Athletic (9)        | 148      |
| 138    | Fisher (9)                     | 0–3          | Corinthian (9)                  | 74       |
| 139    | Crawley Down Gatwick (10)      | 1–3          | Chichester City (9)             | 53       |
| 140    | Tunbridge Wells (9)            | W.O.         | Glebe (10)                      | N/A      |
| 141    | Shoreham (9)                   | 8–0          | St Francis Rangers (9)          | 80       |
| 142    | East Preston (9)               | 1–2          | Littlehampton Town (9)          | 186      |
| 143    | Horsham (9)                    | 1–0          | Lancing (9)                     | 244      |
| 144    | Colliers Wood United (9)       | 0–2          | Eastbourne Town (9)             |          |
| 145    | Redhill (9)                    | 1–2          | Pagham (9)                      |          |
| 146    | Holmesdale (9)                 | 2–0          | Mile Oak (10)                   | 60       |
| 147    | Selsey (10)                    | 1–5          | Erith Town (9)                  | 95       |
| 148    | Croydon (9)                    | 5–1          | Sutton Common Rovers (9)        | 81       |
| 149    | Sevenoaks Town (9)             | 1–1          | Seven Acre & Sidcup (10)        | 88       |
| đá lại | Seven Acre & Sidcup (10)       | 1–1 (4–2 p)  | Sevenoaks Town (9)              | 124      |
| 150    | Cray Valley (PM) (9)           | 5–1          | Ashford United (9)              | 100      |
| 151    | Chessington & Hook United (9)  | 1–1          | Crowborough Athletic (9)        | 102      |
| đá lại | Crowborough Athletic (9)       | 1–2 (s.h.p.) | Chessington & Hook United (9)   | 105      |
| 152    | Bexhill United (10)            | 3–1          | Loxwood (9)                     | 21       |
| 153    | Ringmer (10)                   | 1–4          | Beckenham Town (9)              | 47       |
| 154    | Lingfield (10)                 | 0–3          | Canterbury City (9)             | 145      |
| 155    | Greenwich Borough (9)          | 1–0          | Lordswood (9)                   | 123      |
| 156    | Epsom Athletic (10)            | 0–4          | Erith & Belvedere (9)           | 151      |
| 157    | Horley Town (9)                | 7–0          | Wick & Barnham United (9)       |          |
| 158    | Christchurch (10)              | 2–1          | Cadbury Heath (9)               | 92       |
| 159    | Melksham Town (9)              | 2–2          | Cowes Sports (9)                | 114      |
| đá lại | Cowes Sports (9)               | 3–1          | Melksham Town (9)               |          |
| 160    | Longwell Green Sports (9)      | 2–1          | Folland Sports (9)              | 77       |
| 161    | Andover Town (9)               | 3–0          | Gillingham Town (9)             | 142      |
| 162    | Lymington Town (9)             | 0–3          | Bitton (9)                      |          |
| 163    | Alresford Town (9)             | 0–1          | Bridport (9)                    | 57       |
| 164    | Hamworthy United (9)           | 1–1          | Hallen (9)                      | 84       |
| đá lại | Hallen (9)                     | 0–1          | Hamworthy United (9)            | 69       |
| 165    | Amesbury Town (10)             | 1–2          | Bemerton Heath Harlequins(9)    |          |
| 166    | Hythe & Dibden (10)            | 1–4          | Moneyfields (9)                 |          |
| 167    | Team Solent (9)                | 3–4          | Blackfield & Langley (9)        |          |
| 168    | Bradford Town (9)              | 2–0          | United Services Portsmouth (10) | 81       |
| 169    | Cribbs (9)                     | 0–5          | Bristol Manor Farm (9)          | 88       |
| 170    | Verwood Town (9)               | 2–0          | Newport (IW) (9)                |          |
| 171    | Almondsbury UWE (10)           | 3–2          | Fawley (9)                      | 42       |
| 172    | Brockenhurst (9)               | 2–0          | Fareham Town (9)                | 88       |
| 173    | Bournemouth (9)                | 0–3          | AFC Portchester (9)             | 77       |
| 174    | Sherborne Town (9)             | 2–0          | New Milton Town (10)            | 68       |
| 175    | Whitchurch United (9)          | 1–1          | Wincanton Town (10)             | 62       |
| đá lại | Wincanton Town (10)            | 3–1          | Whitchurch United (9)           | 109      |
| 176    | Horndean (9)                   | 1–3          | Sholing (9)                     | 80       |
| 177    | Buckland Athletic (9)          | 3–0          | Clevedon Town (9)               | 133      |
| 178    | Saltash United (10)            | 0–4          | St Austell (10)                 | 128      |
| 179    | Bishop Sutton (10)             | 0–6          | Street (9)                      | 43       |
| 180    | Witheridge (10)                | 2–0          | Welton Rovers (9)               | 77       |
| 181    | Shepton Mallet (9)             | 0–2          | Plymouth Parkway (10)           | 128      |
| 182    | Bodmin Town (10)               | 3–1          | Brislington (9)                 | 88       |
| 183    | Odd Down (9)                   | 3–1          | Ashton & Backwell United (10)   | 87       |
| 184    | Barnstaple Town (9)            | 2–0          | Willand Rovers (9)              | 237      |

Ghi chú
1. ↑  Quyền vào thẳng cho Tunbridge Wells vì Glebe không được chấp thuận thi đấu.[4]

## Vòng Sơ loại
Các trận đấu của Vòng Sơ loại được dự định diễn ra vào ngày 29 tháng 8 năm 2015, các trận đá lại không muộn hơn ngày 4 tháng 9. Tổng cộng 320 tham gia vòng này, gồm 184 đội chiến thắng từ Vòng Tiền sơ loại và 136 đội từ 6 giải đấu ở Cấp độ 8 của bóng đá Anh. Vòng này có 30 đội ở Cấp độ 10 vẫn còn thi đấu, là các đội có cấp độ thấp nhất trong vòng đấu. Kết quả như sau:
| Thứ tự | Đội nhà (Bốc thăm)             | Tỷ số        | Đội khách (Bốc thăm)           | Khán giả |
| ------ | ------------------------------ | ------------ | ------------------------------ | -------- |
| 1      | Whitley Bay (9)                | 2–1          | Heaton Stannington (10)        | 346      |
| 2      | West Auckland Town (9)         | 2–3          | Washington (9)                 | 98       |
| 3      | Ashington (10)                 | 1–2          | Thackley (9)                   | 236      |
| 4      | Pickering Town (9)             | 1–5          | Clitheroe (8)                  | 231      |
| 5      | North Shields (9)              | 1–1          | Kendal Town (8)                | 356      |
| đá lại | Kendal Town (8)                | 2–0          | North Shields (9)              | 201      |
| 6      | Bishop Auckland (9)            | 1–2          | Jarrow Roofing BCA (9)         | 272      |
| 7      | Silsden (9)                    | 0–2          | Padiham (9)                    | 107      |
| 8      | Guisborough Town (9)           | 4–2          | Newcastle Benfield (9)         |          |
| 9      | Marske United (9)              | 1–1          | Lancaster City (8)             | 216      |
| đá lại | Lancaster City (8)             | 1–0          | Marske United (9)              | 187      |
| 10     | Harrogate Railway Athletic (8) | 0–0          | Spennymoor Town (8)            | 172      |
| đá lại | Spennymoor Town (8)            | 2–0          | Harrogate Railway Athletic (8) | 388      |
| 11     | Holker Old Boys (10)           | 0–2          | Dunston UTS (9)                | 125      |
| 12     | Consett (9)                    | 2–0          | Scarborough Athletic (8)       | 334      |
| 13     | Tadcaster Albion (9)           | 2–5          | Colne (9)                      | 243      |
| 14     | Newton Aycliffe (9)            | 2–0          | Morpeth Town (9)               |          |
| 15     | Congleton Town (9)             | 4–3          | Handsworth Parramore (9)       | 143      |
| 16     | Runcorn Linnets (9)            | 6–0          | Pontefract Collieries (9)      | 272      |
| 17     | Armthorpe Welfare (9)          | 1–0          | New Mills (8)                  | 51       |
| 18     | Runcorn Town (9)               | 2–3          | Northwich Victoria (8)         | 110      |
| 19     | Alsager Town (9)               | 2–1          | Shaw Lane Aquaforce (8)        | 99       |
| 20     | Ossett Albion (8)              | 3–0          | Maine Road (9)                 | 117      |
| 21     | Mossley (8)                    | 1–1          | Bamber Bridge (8)              | 169      |
| đá lại | Bamber Bridge (8)              | 3–1          | Mossley (8)                    | 204      |
| 22     | Burscough (8)                  | 3–1          | AFC Emley (10)                 | 118      |
| 23     | Barton Town Old Boys (9)       | 1–2          | Droylsden (8)                  | 142      |
| 24     | 1874 Northwich (9)             | 1–2          | Maltby Main (9)                | 260      |
| 25     | Abbey Hey (9)                  | 3–2          | Warrington Town (8)            | 152      |
| 26     | AFC Blackpool (9)              | 1–0          | Ossett Town (8)                | 100      |
| 27     | Brighouse Town (8)             | 1–1          | Atherton Collieries (9)        | 139      |
| đá lại | Atherton Collieries (9)        | 1–2          | Brighouse Town (8)             | 220      |
| 28     | AFC Liverpool (9)              | 3–2          | Radcliffe Borough (8)          | 213      |
| 29     | Stocksbridge Park Steels (8)   | 1–1          | Farsley Celtic (8)             | 109      |
| đá lại | Farsley Celtic (8)             | 3–0          | Stocksbridge Park Steels (8)   | 137      |
| 30     | Glossop North End (8)          | 2–1          | Prescot Cables (8)             | 327      |
| 31     | Goole (8)                      | 1–1          | Sheffield (8)                  | 143      |
| đá lại | Sheffield (8)                  | 0–3          | Goole (8)                      | 197      |
| 32     | Trafford (8)                   | 1–2          | Witton Albion (8)              | 259      |
| 33     | Market Drayton Town (8)        | 2–0          | AFC Bridgnorth (10)            | 102      |
| 34     | Bromsgrove Sporting (10)       | 2–6          | Hinckley (10)                  | 386      |
| 35     | Newcastle Town (8)             | 4–0          | Continental Star (9)           | 77       |
| 36     | Leek Town (8)                  | 1–1          | Rocester (9)                   | 198      |
| đá lại | Rocester (9)                   | 1–2          | Leek Town (8)                  |          |
| 37     | Rugby Town (8)                 | 1–0          | Coventry Sphinx (9)            | 259      |
| 38     | Coleshill Town (9)             | 2–1          | Stafford Rangers (8)           | 358      |
| 39     | Sporting Khalsa (9)            | 4–0          | Cadbury Athletic (10)          | 73       |
| 40     | Chasetown (8)                  | 2–0          | Evesham United (8)             | 168      |
| 41     | Westfields (9)                 | 1–1          | Kidsgrove Athletic (8)         | 118      |
| đá lại | Kidsgrove Athletic (8)         | 5–6 (s.h.p.) | Westfields (9)                 |          |
| 42     | Stourport Swifts (9)           | 1–0          | Alvechurch (9)                 | 138      |
| 43     | AFC Wulfrunians (9)            | 2–0          | Romulus (8)                    | 93       |
| 44     | Tividale (8)                   | 1–0          | Hanley Town (10)               | 87       |
| 45     | Carlton Town (8)               | 1–2          | Shepshed Dynamo (9)            | 100      |
| 46     | Harborough Town (9)            | 0–2          | Oadby Town (9)                 | 179      |
| 47     | Kirby Muxloe (9)               | 0–0          | Holwell Sports (10)            | 97       |
| đá lại | Holwell Sports (10)            | 1–0          | Kirby Muxloe (9)               |          |
| 48     | Loughborough Dynamo (8)        | 1–3          | Basford United (8)             | 102      |
| 49     | Radford (10)                   | 1–2          | Spalding United (8)            | 110      |
| 50     | Dunkirk (9)                    | 4–1          | Bottesford Town (10)           | 49       |
| 51     | South Normanton Athletic (10)  | 1–1          | Lincoln United (8)             | 85       |
| đá lại | Lincoln United (8)             | 2–1          | South Normanton Athletic (10)  | 136      |
| 52     | Gresley (8)                    | 2–2          | Coalville Town (8)             | 351      |
| đá lại | Coalville Town (8)             | 5–0          | Gresley (8)                    | 234      |
| 53     | Leicester Nirvana (9)          | 2–4          | Belper Town (8)                | 96       |
| 54     | Loughborough University (9)    | 1–2          | Long Eaton United (9)          | 143      |
| 55     | Clipstone (9)                  | 1–0          | Cleethorpes Town (9)           |          |
| 56     | Mildenhall Town (9)            | 5–2          | Soham Town Rangers (8)         | 182      |
| 57     | Yaxley (9)                     | 4–1          | Godmanchester Rovers (9)       |          |
| 58     | Deeping Rangers (9)            | 1–0          | Dereham Town (8)               | 140      |
| 59     | Thetford Town (9)              | 3–5          | Bury Town (8)                  | 276      |
| 60     | Wroxham (8)                    | 3–2          | Fakenham Town (9)              | 141      |
| 61     | Wisbech Town (9)               | 0–1          | Holbeach United (9)            | 287      |
| 62     | St Ives Town (8)               | 1–1          | Norwich United (9)             | 216      |
| đá lại | Norwich United (9)             | 2–6          | St Ives Town (8)               | 125      |
| 63     | Newmarket Town (9)             | 3–5          | Peterborough Sports (10)       | 192      |
| 64     | London Colney (9)              | 1–3          | Potters Bar Town (8)           | 100      |
| 65     | St Margaretsbury (9)           | 1–5          | A.F.C. Hornchurch (8)          | 91       |
| 66     | Welwyn Garden City (9)         | 1–0          | Waltham Abbey (8)              | 203      |
| 67     | Ilford (9)                     | 0–2          | Stanway Rovers (9)             |          |
| 68     | Hullbridge Sports (9)          | 2–0          | Maldon & Tiptree (8)           | 83       |
| 69     | Harlow Town (8)                | 5–1          | Southend Manor (9)             | 230      |
| 70     | Barkingside (8)                | 1–2          | Ipswich Wanderers (9)          | 110      |
| 71     | Barking (9)                    | 0–0          | Haringey Borough (8)           | 62       |
| đá lại | Haringey Borough (8)           | 2–1          | Barking (9)                    |          |
| 72     | A.F.C. Sudbury (8)             | 4–0          | Ware (9)                       | 166      |
| 73     | Whitton United (9)             | 0–3          | Kirkley & Pakefield (9)        | 77       |
| 74     | Hoddesdon Town (9)             | 0–0          | Romford (8)                    | 98       |
| đá lại | Romford (8)                    | 1–1 (4–5 p)  | Hoddesdon Town (9)             | 121      |
| 75     | Stansted (9)                   | 0–0          | Tilbury (8)                    | 189      |
| đá lại | Tilbury (8)                    | 3–0          | Stansted (9)                   |          |
| 76     | Redbridge (8)                  | 1–2          | Heybridge Swifts (8)           | 61       |
| 77     | Cockfosters (9)                | 3–3          | Tower Hamlets (9)              |          |
| đá lại | Tower Hamlets (9)              | 1–5          | Cockfosters (9)                | 76       |
| 78     | Saffron Walden Town (9)        | 2–0          | Cheshunt (8)                   | 263      |
| 79     | Great Wakering Rovers (8)      | 0–2          | Brantham Athletic (9)          | 115      |
| 80     | Basildon United (9)            | 1–0          | Long Melford (9)               | 50       |

| Thứ tự | Đội nhà (Bốc thăm)             | Tỷ số        | Đội khách (Bốc thăm)          | Khán giả |
| ------ | ------------------------------ | ------------ | ----------------------------- | -------- |
| 81     | Thurrock (8)                   | 2–2          | Royston Town (8)              | 80       |
| đá lại | Royston Town (8)               | 1–3          | Thurrock (8)                  | 115      |
| 82     | Witham Town (8)                | 1–1          | Brightlingsea Regent (8)      | 117      |
| đá lại | Brightlingsea Regent (8)       | 2–3          | Witham Town (8)               | 135      |
| 83     | Clacton (9)                    | 2–6          | Aveley (8)                    | 149      |
| 84     | Ashford Town (Middx) (9)       | 1–0          | AFC Kempston Rovers (9)       | 105      |
| 85     | Long Buckby (10)               | 2–1          | Daventry Town (8)             | 124      |
| 86     | Beaconsfield Town (8)          | 3–0          | Raunds Town (10)              | 143      |
| 87     | Barton Rovers (8)              | 3–1          | Berkhamsted (9)               | 120      |
| 88     | Biggleswade United (9)         | 5–3          | Chalfont St Peter (8)         | 110      |
| 89     | Risborough Rangers (10)        | 0–3          | Aylesbury (8)                 | 388      |
| 90     | Wembley (9)                    | 1–1          | North Greenford United (8)    | 63       |
| đá lại | North Greenford United (8)     | 5–1          | Wembley (9)                   | 87       |
| 91     | Northampton Sileby Rangers (9) | 0–3          | Leighton Town (8)             | 74       |
| 92     | Bedfont & Feltham (10)         | 1–1          | AFC Hayes (9)                 |          |
| đá lại | AFC Hayes (9)                  | 1–3          | Bedfont & Feltham (10)        |          |
| 93     | Newport Pagnell Town (9)       | 1–1          | AFC Dunstable (9)             | 111      |
| đá lại | AFC Dunstable (9)              | 2–1          | Newport Pagnell Town (9)      | 138      |
| 94     | Bedfont Sports (9)             | 1–2          | Hanwell Town (8)              | 76       |
| 95     | Uxbridge (8)                   | 1–0          | Northampton Spencer (9)       | 77       |
| 96     | Aylesbury United (8)           | 1–2          | Northwood (8)                 | 141      |
| 97     | Bedford Town (8)               | 2–1          | Thrapston Town (10)           | 187      |
| 98     | Cogenhoe United (9)            | 3–0          | Spelthorne Sports (9)         | 78       |
| 99     | Tring Athletic (9)             | 0–2          | Arlesey Town (8)              | 116      |
| 100    | Kings Langley (8)              | 0–1          | AFC Rushden & Diamonds (8)    | 205      |
| 101    | Wantage Town (8)               | 3–4          | Didcot Town (8)               |          |
| 102    | Chertsey Town (9)              | 1–4          | Kidlington (9)                | 112      |
| 103    | Binfield (9)                   | 1–2          | Shortwood United (8)          | 126      |
| 104    | Badshot Lea (9)                | 2–4          | Fleet Town (8)                | 75       |
| 105    | Marlow (8)                     | 1–1          | Godalming Town (8)            | 116      |
| đá lại | Godalming Town (8)             | 2–1 (s.h.p.) | Marlow (8)                    | 139      |
| 106    | Brimscombe & Thrupp (9)        | 2–2          | Bracknell Town (9)            | 79       |
| đá lại | Bracknell Town (9)             | 1–0          | Brimscombe & Thrupp (9)       |          |
| 107    | Tuffley Rovers (9)             | 1–0          | Bishop's Cleeve (8)           | 85       |
| 108    | Cheltenham Saracens (10)       | 1–0          | Milton United (9)             | 32       |
| 109    | Cove (9)                       | 0–7          | North Leigh (8)               | 60       |
| 110    | Egham Town (8)                 | 2–2          | Slimbridge (8)                | 71       |
| đá lại | Slimbridge (8)                 | 3–2 (s.h.p.) | Egham Town (8)                | 92       |
| 111    | Thatcham Town (9)              | 3–2          | Guildford City (9)            | 138      |
| 112    | Hartley Wintney (9)            | 5–2          | Banbury United (8)            | 186      |
| 113    | Farnham Town (9)               | 4–2          | Highworth Town (9)            | 56       |
| 114    | Hook Norton (10)               | 1–1          | Burnham (8)                   | 100      |
| đá lại | Burnham (8)                    | 2–4 (s.h.p.) | Hook Norton (10)              | 76       |
| 115    | Molesey (8)                    | 7–1          | East Grinstead Town (8)       | 64       |
| 116    | Chipstead (8)                  | 0–1          | Rochester United (9)          | 55       |
| 117    | Deal Town (9)                  | 1–1          | Horsham (9)                   |          |
| đá lại | Horsham (9)                    | 1–2          | Deal Town (9)                 | 241      |
| 118    | Seven Acre & Sidcup (10)       | 1–2          | Sittingbourne (8)             | 152      |
| 119    | Ramsgate (8)                   | 0–1          | Tooting & Mitcham United (8)  | 216      |
| 120    | Folkestone Invicta (8)         | 3–1          | Corinthian (9)                | 281      |
| 121    | Herne Bay (8)                  | 3–0          | Peacehaven & Telscombe (8)    | 117      |
| 122    | Hythe Town (8)                 | 0–2          | Chessington & Hook United (9) | 140      |
| 123    | Tunbridge Wells (9)            | 1–1          | Croydon (9)                   |          |
| đá lại | Croydon (9)                    | 2–1          | Tunbridge Wells (9)           |          |
| 124    | Cray Valley (PM) (9)           | 0–3          | Hastings United (8)           | 117      |
| 125    | Holmesdale (9)                 | 1–10         | South Park (8)                | 54       |
| 126    | Whitstable Town (8)            | 3–0          | Walton Casuals (8)            | 152      |
| 127    | Three Bridges (8)              | 0–1          | Cray Wanderers (8)            | 125      |
| 128    | Bexhill United (10)            | 0–5          | Faversham Town (8)            | 150      |
| 129    | Eastbourne United (9)          | 1–1          | Arundel (9)                   |          |
| đá lại | Arundel (9)                    | 1–4          | Eastbourne United (9)         |          |
| 130    | Littlehampton Town (9)         | 0–1          | Thamesmead Town (8)           | 70       |
| 131    | Chichester City (9)            | 0–4          | Chatham Town (8)              | 72       |
| 132    | Shoreham (9)                   | 1–1          | Horley Town (9)               | 142      |
| đá lại | Horley Town (9)                | 2–3          | Shoreham (9)                  |          |
| 133    | Beckenham Town (9)             | 0–4          | Greenwich Borough (9)         | 75       |
| 134    | Pagham (9)                     | 3–1          | Corinthian-Casuals (8)        | 116      |
| 135    | Erith Town (9)                 | 2–4          | Horsham YMCA (9)              | 110      |
| 136    | Worthing (8)                   | 4–2          | Walton & Hersham (8)          | 306      |
| 137    | Eastbourne Town (9)            | 1–1          | Whyteleafe (8)                | 113      |
| đá lại | Whyteleafe (8)                 | 2–3          | Eastbourne Town (9)           | 113      |
| 138    | Phoenix Sports (8)             | 2–2          | Guernsey (8)                  | 164      |
| đá lại | Guernsey (8)                   | 1–2          | Phoenix Sports (8)            | 121      |
| 139    | Dorking Wanderers (8)          | 6–2          | Canterbury City (9)           | 73       |
| 140    | Erith & Belvedere (9)          | 1–2          | Carshalton Athletic (8)       | 115      |
| 141    | Winchester City (8)            | 5–1          | Wincanton Town (10)           | 100      |
| 142    | Hamworthy United (9)           | 4–1          | Andover Town (9)              | 84       |
| đá lại | Hamworthy United (9)           | 2–1          | Andover Town (9)              | 87       |
| 143    | Longwell Green Sports (9)      | 0–1          | Cinderford Town (8)           | 112      |
| 144    | Brockenhurst (9)               | 2–1          | Yate Town (8)                 | 82       |
| 145    | Sholing (9)                    | 2–4          | Swindon Supermarine (8)       | 141      |
| 146    | Bradford Town (9)              | 6–3          | Christchurch (10)             | 77       |
| 147    | Cowes Sports (9)               | 0–5          | Wimborne Town (8)             | 162      |
| 148    | Bristol Manor Farm (9)         | 2–0          | Bitton (9)                    |          |
| 149    | AFC Portchester (9)            | 3–1          | A.F.C. Totton (8)             | 145      |
| 150    | Bashley (8)                    | 0–4          | Mangotsfield United (8)       | 100      |
| 151    | Almondsbury UWE (10)           | 3–1          | Verwood Town (9)              |          |
| 152    | Moneyfields (9)                | 1–2          | Petersfield Town (8)          | 108      |
| 153    | Blackfield & Langley (9)       | 1–0          | Bemerton Heath Harlequins (9) | 73       |
| 154    | Bridport (9)                   | 3–3          | Sherborne Town (9)            |          |
| đá lại | Sherborne Town (9)             | 0–1 (s.h.p.) | Bridport (9)                  |          |
| 155    | Plymouth Parkway (10)          | 4–1          | Tiverton Town (8)             | 213      |
| 156    | Larkhall Athletic (8)          | 3–2          | Buckland Athletic (9)         | 135      |
| 157    | St Austell (10)                | 0–1          | Bodmin Town (10)              | 351      |
| 158    | Barnstaple Town (9)            | 2–0          | Bridgwater Town (8)           | 100      |
| 159    | Street (9)                     | 1–2          | Witheridge (10)               | 118      |
| 160    | Taunton Town (8)               | 5–1          | Odd Down (9)                  | 228      |

Ghi chú
1. ↑  Trận đấu được đá lại sau khi FA tước chiến thắng của Hamworthy United trong trận đấu trước.[5]

## Vòng loại 1
Các trận đấu của Vòng loại 1 dự định diễn ra vào ngày 12 tháng 9 năm 2015, các trận đá lại không được muộn hơn ngày 18 tháng 9. Có tổng cộng 232 đội tham gia vòng này, gồm 160 đội thắng từ Vòng Sơ loại và 72 đội từ 3 giải đấu nằm ở Cấp độ 7 của bóng đá Anh. Vòng này có 11 đội ở Cấp độ 10 vẫn còn thi đấu, là các đội có cấp độ thấp nhất trong vòng đấu. Kết quả như sau:
| Thứ tự | Đội nhà (Bốc thăm)        | Tỷ số        | Đội khách (Bốc thăm)     | Khán giả |
| ------ | ------------------------- | ------------ | ------------------------ | -------- |
| 1      | Jarrow Roofing BCA (9)    | 3–4          | Congleton Town (9)       | 106      |
| 2      | Buxton (7)                | 2–1          | Ramsbottom United (7)    | 207      |
| 3      | Washington (9)            | 1–0          | Runcorn Linnets (9)      | 129      |
| 4      | Padiham (9)               | 0–2          | Lancaster City (8)       | 197      |
| 5      | Spennymoor Town (8)       | 2–1          | Blyth Spartans (7)       | 870      |
| 6      | Droylsden (8)             | 2–1          | Ossett Albion (8)        | 132      |
| 7      | Northwich Victoria (8)    | 4–0          | AFC Blackpool (9)        | 172      |
| 8      | Workington (7)            | 5–0          | Colwyn Bay (7)           | 438      |
| 9      | Consett (9)               | 3–1          | Colne (9)                | 383      |
| 10     | Matlock Town (7)          | 0–0          | Whitley Bay (9)          | 287      |
| đá lại | Whitley Bay (9)           | 3–3 (4–2 p)  | Matlock Town (7)         | 338      |
| 11     | Kendal Town (8)           | 5–2          | Dunston UTS (9)          | 240      |
| 12     | Glossop North End (8)     | 1–1          | Skelmersdale United (7)  | 339      |
| đá lại | Skelmersdale United (7)   | 2–1 (s.h.p.) | Glossop North End (8)    | 248      |
| 13     | Maltby Main (9)           | 0–2          | Frickley Athletic (7)    | 202      |
| 14     | Salford City (7)          | 1–1          | Whitby Town (7)          | 255      |
| đá lại | Whitby Town (7)           | 0–5          | Salford City (7)         | 244      |
| 15     | Darlington 1883 (7)       | 1–3          | Hyde United (7)          | 902      |
| 16     | AFC Liverpool (9)         | 3–4          | Armthorpe Welfare (9)    | 201      |
| 17     | Ashton United (7)         | 0–0          | Guisborough Town (9)     | 133      |
| đá lại | Guisborough Town (9)      | 2–3          | Ashton United (7)        | 220      |
| 18     | Thackley (9)              | 2–2          | Abbey Hey (9)            | 86       |
| đá lại | Abbey Hey (9)             | 1–0          | Thackley (9)             | 60       |
| 19     | Alsager Town (9)          | 1–2          | Burscough (8)            | 112      |
| 20     | Witton Albion (8)         | 2–1          | Farsley Celtic (8)       | 204      |
| 21     | Brighouse Town (8)        | 0–2          | Newton Aycliffe (9)      | 147      |
| 22     | Marine (7)                | 2–0          | Clitheroe (8)            | 237      |
| 23     | Goole (8)                 | 2–2          | Bamber Bridge (8)        | 176      |
| đá lại | Bamber Bridge (8)         | 4–2          | Goole (8)                | 151      |
| 24     | Spalding United (8)       | 1–0          | Nantwich Town (7)        | 158      |
| 25     | Hinckley (10)             | 2–1          | Redditch United (7)      | 295      |
| 26     | Ilkeston (7)              | 2–3          | Rugby Town (8)           | 417      |
| 27     | Tividale (8)              | 0–1          | Stourbridge (7)          | 237      |
| 28     | Leamington (7)            | 1–1          | Stamford (7)             | 401      |
| đá lại | Stamford (7)              | 2–1          | Leamington (7)           | 204      |
| 29     | Market Drayton Town (8)   | 0–5          | Kettering Town (7)       | 221      |
| 30     | Coleshill Town (9)        | 3–3          | Newcastle Town (8)       | 82       |
| đá lại | Newcastle Town (8)        | 1–3          | Coleshill Town (9)       | 82       |
| 31     | Sutton Coldfield Town (7) | 0–1          | Oadby Town (9)           | 140      |
| 32     | Sporting Khalsa (9)       | 3–2          | AFC Wulfrunians (9)      | 140      |
| 33     | Clipstone (9)             | 1–2          | Lincoln United (8)       | 113      |
| 34     | Shepshed Dynamo (9)       | 0–0          | Rushall Olympic (7)      | 212      |
| đá lại | Rushall Olympic (7)       | 4–1          | Shepshed Dynamo (9)      | 151      |
| 35     | Holwell Sports (10)       | 2–2          | Bedworth United (7)      | 211      |
| đá lại | Bedworth United (7)       | 2–0 (s.h.p.) | Holwell Sports (10)      | 124      |
| 36     | Barwell (7)               | 4–1          | Westfields (9)           | 36       |
| 37     | Halesowen Town (7)        | 2–1          | Mickleover Sports (7)    | 252      |
| 38     | Basford United (8)        | 1–0          | Long Eaton United (9)    | 189      |
| 39     | Chasetown (8)             | 3–0          | Grantham Town (7)        | 191      |
| 40     | Stratford Town (7)        | 0–2          | Coalville Town (8)       | 239      |
| 41     | Holbeach United (9)       | 2–2          | Stourport Swifts (9)     | 152      |
| đá lại | Stourport Swifts (9)      | 0–1 (s.h.p.) | Holbeach United (9)      |          |
| 42     | Belper Town (8)           | 1–3          | Dunkirk (9)              | 205      |
| 43     | Leek Town (8)             | 2–2          | Deeping Rangers (9)      | 239      |
| đá lại | Deeping Rangers (9)       | 4–2          | Leek Town (8)            | 214      |
| 44     | Beaconsfield Town (8)     | 1–2          | Kirkley & Pakefield (9)  | 96       |
| 45     | Long Buckby (10)          | 0–4          | Wingate & Finchley (7)   | 96       |
| 46     | Thurrock (8)              | 1–2          | Witham Town (8)          | 128      |
| 47     | Hanwell Town (8)          | 1–0          | Saffron Walden Town (9)  | 135      |
| 48     | Cogenhoe United (9)       | 3–2          | Leighton Town (8)        | 84       |
| 49     | Billericay Town (7)       | 1–1          | Enfield Town (7)         | 333      |
| đá lại | Enfield Town (7)          | 2–0          | Billericay Town (7)      | 309      |
| 50     | Heybridge Swifts (8)      | 1–3          | Uxbridge (8)             | 109      |
| 51     | Potters Bar Town (8)      | 3–0          | Haringey Borough (8)     | 100      |
| 52     | Northwood (8)             | 0–0          | Harrow Borough (7)       | 173      |
| đá lại | Harrow Borough (7)        | 0–1          | Northwood (8)            | 156      |
| 53     | Yaxley (9)                | A–A          | East Thurrock United (7) | 91       |
| đá lại | Yaxley (9)                | 1–3          | East Thurrock United (7) | 76       |
| 54     | Leiston (7)               | 1–0          | AFC Dunstable (9)        | 161      |
| 55     | Peterborough Sports (10)  | 1–1          | Hitchin Town (7)         | 187      |
| đá lại | Hitchin Town (7)          | 4–2 (s.h.p.) | Peterborough Sports (10) | 198      |
| 56     | Harlow Town (8)           | 5–1          | Bedford Town (8)         | 301      |
| 57     | A.F.C. Sudbury (8)        | 3–1          | Hendon (7)               | 211      |
| 58     | Bury Town (8)             | 2–1          | Cockfosters (9)          | 275      |

| Thứ tự | Đội nhà (Bốc thăm)             | Tỷ số | Đội khách (Bốc thăm)       | Khán giả |
| ------ | ------------------------------ | ----- | -------------------------- | -------- |
| 59     | Bedfont & Feltham (10)         | 1–2   | AFC Rushden & Diamonds (8) | 100      |
| 60     | Basildon United (9)            | 0–1   | Hullbridge Sports (9)      | 160      |
| 61     | A.F.C. Hornchurch (8)          | 2–1   | Cambridge City (7)         | 235      |
| 62     | Ipswich Wanderers (9)          | 1–0   | Canvey Island (7)          | 208      |
| 63     | Dunstable Town (7)             | 2–1   | Barton Rovers (8)          | 181      |
| 64     | Brantham Athletic (9)          | 1–2   | Biggleswade Town (7)       | 108      |
| 65     | Brentwood Town (7)             | 2–0   | Arlesey Town (8)           | 109      |
| 66     | Hoddesdon Town (9)             | 3–1   | Ashford Town (Middx) (9)   | 158      |
| 67     | Histon (7)                     | 1–5   | Aveley (8)                 | 160      |
| 68     | North Greenford United (8)     | 0–0   | Mildenhall Town (9)        | 82       |
| đá lại | Mildenhall Town (9)            | 1–0   | North Greenford United (8) | 209      |
| 69     | Welwyn Garden City (9)         | 0–1   | St Ives Town (8)           | 257      |
| 70     | Tilbury (8)                    | 1–1   | St. Neots Town (7)         | 110      |
| đá lại | Tilbury (8)                    | 2–5   | St. Neots Town (7)         | 97       |
| 71     | King's Lynn Town (7)           | 4–1   | Wroxham (8)                | 617      |
| 72     | Chesham United (7)             | 0–0   | Aylesbury (8)              | 336      |
| đá lại | Aylesbury (8)                  | 1–2   | Chesham United (7)         | 163      |
| 73     | Needham Market (7)             | 1–1   | Stanway Rovers (9)         | 211      |
| đá lại | Stanway Rovers (9)             | 3–0   | Needham Market (7)         | 240      |
| 74     | Grays Athletic (7)             | 5–0   | Biggleswade United (9)     | 182      |
| 75     | Tooting & Mitcham United (8)   | 2–1   | Farnham Town (9)           | 183      |
| 76     | Worthing (8)                   | 2–1   | Thamesmead Town (8)        | 275      |
| 77     | Metropolitan Police (7)        | 0–0   | Sittingbourne (8)          | 66       |
| đá lại | Sittingbourne (8)              | 1–0   | Metropolitan Police (7)    | 141      |
| 78     | Pagham (9)                     | 1–2   | Carshalton Athletic (8)    | 141      |
| 79     | Rochester United (9)           | 1–3   | Herne Bay (8)              | 107      |
| 80     | Greenwich Borough (9)          | 2–3   | Slimbridge (8)             | 154      |
| 81     | Croydon (9)                    | 1–0   | Molesey (8)                | 71       |
| 82     | Horsham YMCA (9)               | 2–1   | Burgess Hill Town (7)      | 140      |
| 83     | South Park (8)                 | 1–1   | Leatherhead (7)            | 148      |
| đá lại | Leatherhead (7)                | 1–3   | South Park (8)             | 186      |
| 84     | Eastbourne United (9)          | 0–1   | Hook Norton (10)           | 127      |
| 85     | Godalming Town (8)             | 0–1   | Kidlington (9)             | 152      |
| 86     | Shoreham (9)                   | 2–3   | Eastbourne Town (9)        | 105      |
| 87     | Tonbridge Angels (7)           | 1–1   | Folkestone Invicta (8)     | 574      |
| đá lại | Folkestone Invicta (8)         | 1–2   | Tonbridge Angels (7)       | 365      |
| 88     | Hampton & Richmond Borough (7) | 0–1   | Dulwich Hamlet (7)         | 404      |
| 89     | Phoenix Sports (8)             | 2–0   | Lewes (7)                  | 136      |
| 90     | Whitstable Town (8)            | 1–1   | Deal Town (9)              | 247      |
| đá lại | Deal Town (9)                  | 2–0   | Whitstable Town (8)        | 137      |
| 91     | Dorking Wanderers (8)          | 0–1   | Slough Town (7)            | 184      |
| 92     | Bognor Regis Town (7)          | 2–1   | Merstham (7)               | 299      |
| 93     | VCD (7)                        | 1–1   | Didcot Town (8)            | 106      |
| đá lại | Didcot Town (8)                | 4–3   | VCD (7)                    | 94       |
| 94     | Staines Town (7)               | 2–2   | Faversham Town (8)         | 188      |
| đá lại | Faversham Town (8)             | 1–3   | Staines Town (7)           | 172      |
| 95     | Chessington & Hook United (9)  | 2–3   | North Leigh (8)            | 87       |
| 96     | Kingstonian (7)                | 1–1   | Farnborough (7)            | 282      |
| đá lại | Farnborough (7)                | 2–3   | Kingstonian (7)            | 199      |
| 97     | Hartley Wintney (9)            | 1–1   | Fleet Town (8)             | 290      |
| đá lại | Fleet Town (8)                 | 0–4   | Hartley Wintney (9)        | 181      |
| 98     | Hastings United (8)            | 1–0   | Thatcham Town (9)          | 322      |
| 99     | Chatham Town (8)               | 1–0   | Cray Wanderers (8)         | 170      |
| 100    | Swindon Supermarine (8)        | 0–4   | Winchester City (8)        | 219      |
| 101    | Wimborne Town (8)              | 3–2   | Witheridge (10)            | 159      |
| 102    | Shortwood United (8)           | 4–3   | Bracknell Town (9)         | 85       |
| 103    | Cinderford Town (8)            | 1–2   | Paulton Rovers (7)         | 117      |
| 104    | Taunton Town (8)               | 3–0   | Tuffley Rovers (9)         | 310      |
| 105    | Dorchester Town (7)            | 1–1   | Cirencester Town (7)       | 320      |
| đá lại | Cirencester Town (7)           | 3–1   | Dorchester Town (7)        | 132      |
| 106    | Bridport (9)                   | 2–5   | Larkhall Athletic (8)      | 150      |
| 107    | Bristol Manor Farm (9)         | 0–3   | AFC Portchester (9)        |          |
| 108    | Hungerford Town (7)            | 1–1   | Bradford Town (9)          | 132      |
| đá lại | Bradford Town (9)              | 2–0   | Hungerford Town (7)        | 131      |
| 109    | Poole Town (7)                 | 1–0   | Barnstaple Town (9)        | 306      |
| 110    | Frome Town (7)                 | 0–0   | Chippenham Town (7)        | 370      |
| đá lại | Chippenham Town (7)            | 1–0   | Frome Town (7)             | 278      |
| 111    | Brockenhurst (9)               | 3–0   | Mangotsfield United (8)    | 100      |
| 112    | Plymouth Parkway (10)          | 0–2   | Merthyr Town (7)           | 221      |
| 113    | Cheltenham Saracens (10)       | 1–2   | Blackfield & Langley (9)   | 43       |
| 114    | Bodmin Town (10)               | 2–0   | Almondsbury UWE (10)       | 138      |
| 115    | Petersfield Town (8)           | 3–1   | Weymouth (7)               | 201      |
| 116    | Bideford (7)                   | 3–1   | Hamworthy United (9)       | 145      |

Ghi chú
1. ↑  Trận đấu bị hủy bỏ sau chấn thương nghiêm trọng của một cầu thủ East Thurrock United cuối trận đấu đang hòa 0–0.[5]
2. ↑  Trận đấu được đá lại cho Tilbury F.C. sau khi Cơ quan điều tra FA phát hiện St Neots Town cho vào sân một cầu thủ không hợp lệ.[6]

## Vòng loại 2
Các trận đấu ở Vòng loại 2 dự định diễn ra vào ngày 26 tháng 9 năm 2015, các trận đá lại không diễn ra muộn hơn ngày 2 tháng 10. Có tổng cộng 160 đội tham gia vòng này, gồm 116 đội chiến thắng từ Vòng loại 1 và 44 đội mới từ 2 giải đấu nằm ở Cấp độ 6 của bóng đá Anh. Vòng này có 3 đội Cấp độ 10 vẫn còn thi đấu, là các đội có cấp độ thấp nhất trong vòng đấu. Kết quả như sau:
| Thứ tự | Đội nhà (Bốc thăm)          | Tỷ số        | Đội khách (Bốc thăm)       | Khán giả |
| ------ | --------------------------- | ------------ | -------------------------- | -------- |
| 1      | Chorley (6)                 | 2–0          | Frickley Athletic (7)      | 542      |
| 2      | Salford City (7)            | 2–1          | Curzon Ashton (6)          | 309      |
| 3      | Spennymoor Town (8)         | 0–2          | Burscough (8)              | 445      |
| 4      | Abbey Hey (9)               | 0–5          | Ashton United (7)          | 240      |
| 5      | Workington AFC (7)          | 0–1          | Harrogate Town (6)         | 599      |
| 6      | Bamber Bridge (8)           | 2–0          | Skelmersdale United (7)    | 281      |
| 7      | Kendal Town (8)             | 2–3          | Stalybridge Celtic (6)     | 323      |
| 8      | FC United of Manchester (6) | 3–1          | Witton Albion (8)          | 1,648    |
| 9      | Hyde United (7)             | 0–1          | Northwich Victoria (8)     | 418      |
| đá lại | Hyde United (7)             | 1–2          | Northwich Victoria (8)     | 374      |
| 10     | Whitley Bay (9)             | 2–1          | Congleton Town (9)         | 392      |
| 11     | Droylsden (8)               | 2–0          | Lancaster City (8)         | 185      |
| 12     | Consett (9)                 | 1–2          | Bradford Park Avenue (6)   | 616      |
| 13     | Marine (7)                  | 3–3          | Washington (9)             | 293      |
| đá lại | Washington (9)              | 2–3 (s.h.p.) | Marine (7)                 | 318      |
| 14     | Armthorpe Welfare (9)       | 1–6          | Buxton (7)                 | 253      |
| 15     | AFC Fylde (6)               | 1–0          | Stockport County (6)       | 651      |
| 16     | Newton Aycliffe (9)         | 0–0          | North Ferriby United (6)   | 254      |
| đá lại | North Ferriby United (6)    | 3–0          | Newton Aycliffe (9)        | 186      |
| 17     | Holbeach United (9)         | 1–1          | Worcester City (6)         | 396      |
| đá lại | Worcester City (6)          | 2–0          | Holbeach United (9)        | 403      |
| 18     | Barwell (7)                 | 5–0          | Cogenhoe United (9)        | 128      |
| 19     | Basford United (8)          | 2–3          | Sporting Khalsa (9)        | 216      |
| 20     | Rugby Town (8)              | 3–2          | Lincoln United (8)         | 260      |
| 21     | Deeping Rangers (9)         | 0–3          | AFC Rushden & Diamonds (8) | 635      |
| 22     | Halesowen Town (7)          | 0–2          | Nuneaton Town (6)          | 549      |
| 23     | Kettering Town (7)          | 2–1          | AFC Telford United (6)     | 693      |
| 24     | Gainsborough Trinity (6)    | 2–0          | Boston United (6)          | 725      |
| 25     | Coalville Town (8)          | 0–3          | Spalding United (8)        | 183      |
| 26     | Corby Town (6)              | 1–1          | Rushall Olympic (7)        | 439      |
| đá lại | Rushall Olympic (7)         | 2–1          | Corby Town (6)             | 168      |
| 27     | Chasetown (8)               | 5–2          | Hinckley (10)              | 327      |
| 28     | Solihull Moors (6)          | 3–1          | Oadby Town (9)             | 341      |
| 29     | Hednesford Town (6)         | 2–0          | Bedworth United (7)        | 445      |
| 30     | Tamworth (6)                | 2–3          | Alfreton Town (6)          | 663      |
| 31     | Stourbridge (7)             | 3–1          | Dunkirk (9)                | 322      |
| 32     | Coleshill Town (9)          | 2–0          | Stamford (7)               | 240      |
| 33     | Grays Athletic (7)          | 6–0          | Hullbridge Sports (9)      | 206      |
| 34     | Maidstone United (6)        | 6–2          | South Park (8)             | 1,169    |
| 35     | Hanwell Town (8)            | 1–0          | Mildenhall Town (9)        | 139      |
| 36     | Chelmsford City (6)         | 0–0          | Ebbsfleet United (6)       | 823      |
| đá lại | Ebbsfleet United (6)        | 1–2          | Chelmsford City (6)        |          |
| 37     | Phoenix Sports (8)          | 3–5          | A.F.C. Hornchurch (8)      | 213      |
| 38     | Dunstable Town (7)          | 2–0          | Kingstonian (7)            | 173      |
| 39     | St Albans City (6)          | 2–1          | Deal Town (9)              | 351      |
| 40     | Dartford (6)                | 0–1          | Uxbridge (8)               | 503      |
| 41     | St Ives Town (8)            | 0–3          | Harlow Town (8)            | 345      |

| Thứ tự | Đội nhà (Bốc thăm)           | Tỷ số       | Đội khách (Bốc thăm)       | Khán giả |
| ------ | ---------------------------- | ----------- | -------------------------- | -------- |
| 42     | St. Neots Town (7)           | 1–1         | Worthing (8)               | 342      |
| đá lại | Worthing (8)                 | 2–2 (6–5 p) | St. Neots Town (7)         | 403      |
| 43     | Carshalton Athletic (8)      | 0–5         | East Thurrock United (7)   | 227      |
| 44     | Wealdstone (6)               | 1–1         | Biggleswade Town (7)       | 320      |
| đá lại | Biggleswade Town (7)         | 0–2         | Wealdstone (6)             | 264      |
| 45     | Potters Bar Town (8)         | 1–5         | Margate (6)                | 213      |
| 46     | Wingate & Finchley (7)       | 2–1         | Concord Rangers (6)        | 133      |
| 47     | Eastbourne Borough (6)       | 2–1         | A.F.C. Sudbury (8)         | 404      |
| 48     | Bognor Regis Town (7)        | 2–1         | Lowestoft Town (6)         | 396      |
| 49     | Tooting & Mitcham United (8) | 1–3         | Brackley Town (6)          | 249      |
| 50     | Whitehawk (6)                | 4–2         | Dulwich Hamlet (7)         | 355      |
| 51     | Bury Town (8)                | 0–3         | Hemel Hempstead Town (6)   | 408      |
| 52     | Horsham YMCA (9)             | 2–2         | Aveley (8)                 | 168      |
| đá lại | Aveley (8)                   | 4–1         | Horsham YMCA (9)           | 83       |
| 53     | Stanway Rovers (9)           | 0–1         | Staines Town (7)           | 195      |
| 54     | Chatham Town (8)             | 1–2         | Eastbourne Town (9)        | 212      |
| 55     | Brentwood Town (7)           | 3–1         | Croydon (9)                | 175      |
| 56     | Sittingbourne (8)            | 1–2         | Hoddesdon Town (9)         | 205      |
| 57     | Enfield Town (7)             | 1–0         | Ipswich Wanderers (9)      | 342      |
| 58     | Bishop's Stortford (6)       | 0–2         | Sutton United (6)          | 347      |
| 59     | King's Lynn Town (7)         | 1–0         | Witham Town (8)            | 571      |
| 60     | Kirkley & Pakefield (9)      | 0–2         | Hitchin Town (7)           | 217      |
| 61     | Leiston (7)                  | 3–1         | Tonbridge Angels (7)       | 212      |
| 62     | Northwood (8)                | 1–2         | Didcot Town (8)            | 154      |
| 63     | Herne Bay (8)                | 1–1         | Hastings United (8)        | 274      |
| đá lại | Hastings United (8)          | 3–2         | Herne Bay (8)              | 301      |
| 64     | North Leigh (8)              | 4–1         | Slimbridge (8)             | 65       |
| 65     | Hook Norton (10)             | 1–2         | Weston-Super-Mare (6)      | 533      |
| 66     | Larkhall Athletic (8)        | 1–1         | Havant & Waterlooville (6) | 210      |
| đá lại | Havant & Waterlooville (6)   | 4–2         | Larkhall Athletic (8)      | 194      |
| 67     | Merthyr Town (7)             | 0–1         | Hartley Wintney (9)        | 280      |
| 68     | Bradford Town (9)            | 2–3         | Chippenham Town (7)        | 393      |
| 69     | Brockenhurst (9)             | 1–0         | AFC Portchester (9)        | 117      |
| 70     | Paulton Rovers (7)           | 0–2         | Chesham United (7)         | 123      |
| 71     | Bodmin Town (10)             | 1–2         | Bath City (6)              | 302      |
| 72     | Gosport Borough (6)          | 7–0         | Bideford (7)               | 325      |
| 73     | Winchester City (8)          | 1–1         | Maidenhead United (6)      | 245      |
| đá lại | Maidenhead United (6)        | 4–2         | Winchester City (8)        | 256      |
| 74     | Taunton Town (8)             | 2–2         | Truro City (6)             | 481      |
| đá lại | Truro City (6)               | 3–1         | Taunton Town (8)           | 236      |
| 75     | Oxford City (6)              | 3–1         | Shortwood United (8)       | 201      |
| 76     | Hayes & Yeading United (6)   | 2–3         | Poole Town (7)             | 185      |
| 77     | Wimborne Town (8)            | 1–6         | Blackfield & Langley (9)   | 209      |
| 78     | Gloucester City (6)          | 4–2         | Kidlington (9)             | 393      |
| 79     | Basingstoke Town (6)         | 4–2         | Slough Town (7)            | 369      |
| 80     | Petersfield Town (8)         | 3–1         | Cirencester Town (7)       | 152      |

Ghi chú
1. ↑  Trận đấu được đá lại cho Hyde United F.C. sau khi Cơ quan điều tra FA phát hiện Northwich Victoria cho vào sân một cầu thủ không hợp lệ.[7]

## Vòng loại 3
Các trận đấu của Vòng loại 3 dự định diễn ra vào ngày 10 tháng 10 năm 2015, các trận đá lại không diễn ra muộn hơn ngày 16 tháng 10. Có tổng cộng 80 đội tham gia, là tất cả các đội chiến thắng ở Vòng loại 2. Vòng này có 8 đội ở Cấp độ 9 vẫn còn thi đấu, là các đội có cấp độ thấp nhất trong vòng đấu. Kết quả như sau: 
| Thứ tự | Đội nhà (Bốc thăm)          | Tỷ số        | Đội khách (Bốc thăm)        | Khán giả |
| ------ | --------------------------- | ------------ | --------------------------- | -------- |
| 1      | Harrogate Town (6)          | 3–0          | Burscough (8)               | 513      |
| 2      | Salford City (7)            | 1–1          | Bradford Park Avenue (6)    | 534      |
| đá lại | Bradford Park Avenue (6)    | 0–1 (s.h.p.) | Salford City (7)            | 426      |
| 3      | Whitley Bay (9)             | 2–3          | Chorley (6)                 | 782      |
| 4      | Stourbridge (7)             | 1–0          | Rushall Olympic (7)         | 773      |
| 5      | Solihull Moors (6)          | 1–1          | Worcester City (6)          | 923      |
| đá lại | Worcester City (6)          | 1–0          | Solihull Moors (6)          | 652      |
| 6      | FC United of Manchester (6) | 1–1          | Buxton (7)                  | 2,357    |
| đá lại | Buxton (7)                  | 0–2          | FC United of Manchester (6) | 874      |
| 7      | Marine (7)                  | 2–4          | Northwich Victoria (8)      | 417      |
| 8      | Chasetown (8)               | 1–1          | Stalybridge Celtic (6)      | 443      |
| đá lại | Stalybridge Celtic (6)      | 2–0          | Chasetown (8)               | 318      |
| 9      | North Ferriby United (6)    | 2–1          | Nuneaton Town (6)           | 531      |
| 10     | AFC Fylde (6)               | 9–0          | Coleshill Town (9)          | 390      |
| 11     | Barwell (7)                 | 1–0          | King's Lynn Town (7)        | 292      |
| 12     | Hednesford Town (6)         | 2–4          | Alfreton Town (6)           | 569      |
| 13     | Droylsden (8)               | 3–4          | Gainsborough Trinity (6)    | 306      |
| 14     | Sporting Khalsa (9)         | 1–1          | Spalding United (8)         | 425      |
| đá lại | Spalding United (8)         | 1–2          | Sporting Khalsa (9)         | 323      |
| 15     | Brackley Town (6)           | 1–1          | Rugby Town (8)              | 409      |
| đá lại | Rugby Town (8)              | 0–2          | Brackley Town (6)           | 334      |
| 16     | Kettering Town (7)          | 1–1          | Bamber Bridge (8)           | 696      |
| đá lại | Bamber Bridge (8)           | 3–2          | Kettering Town (7)          | 478      |
| 17     | AFC Rushden & Diamonds (8)  | 2–0          | Ashton United (7)           | 630      |
| 18     | Harlow Town (8)             | 2–2          | Bath City (6)               | 606      |
| đá lại | Bath City (6)               | 1–2          | Harlow Town (8)             | 330      |

| Thứ tự | Đội nhà (Bốc thăm)       | Tỷ số | Đội khách (Bốc thăm)       | Khán giả |
| ------ | ------------------------ | ----- | -------------------------- | -------- |
| 19     | East Thurrock United (7) | 3–6   | Staines Town (7)           | 283      |
| 20     | Bognor Regis Town (7)    | 4–2   | Oxford City (6)            | 515      |
| 21     | Basingstoke Town (6)     | 4–2   | Chelmsford City (6)        | 498      |
| 22     | Maidstone United (6)     | 2–0   | Dunstable Town (7)         | 1,583    |
| 23     | Eastbourne Borough (6)   | 3–2   | Hartley Wintney (9)        | 491      |
| 24     | Leiston (7)              | 1–3   | Gloucester City (6)        | 329      |
| 25     | Hastings United (8)      | 0–2   | Poole Town (7)             | 735      |
| 26     | Hoddesdon Town (9)       | 0–0   | Brentwood Town (7)         | 420      |
| đá lại | Brentwood Town (7)       | 2–1   | Hoddesdon Town (9)         | 294      |
| 27     | Didcot Town (8)          | 4–1   | Eastbourne Town (9)        | 191      |
| 28     | Whitehawk (6)            | 2–2   | Gosport Borough (6)        | 410      |
| đá lại | Gosport Borough (6)      | 1–2   | Whitehawk (6)              | 330      |
| 29     | Enfield Town (7)         | 0–0   | Hitchin Town (7)           | 883      |
| đá lại | Hitchin Town (7)         | 1–2   | Enfield Town (7)           | 486      |
| 30     | Wingate & Finchley (7)   | 1–3   | Weston-Super-Mare (6)      | 337      |
| 31     | Chesham United (7)       | 2–0   | North Leigh (8)            | 390      |
| 32     | Hanwell Town (8)         | 1–2   | Grays Athletic (7)         | 311      |
| 33     | Margate (6)              | 4–1   | Truro City (6)             | 550      |
| 34     | Brockenhurst (9)         | 1–5   | Wealdstone (6)             | 477      |
| 35     | Uxbridge (8)             | 0–3   | Chippenham Town (7)        | 379      |
| 36     | Hemel Hempstead Town (6) | 1–1   | Sutton United (6)          | 707      |
| đá lại | Sutton United (6)        | 2–1   | Hemel Hempstead Town (6)   | 418      |
| 37     | Petersfield Town (8)     | 0–1   | St Albans City (6)         | 370      |
| 38     | Aveley (8)               | 0–2   | Havant & Waterlooville (6) | 132      |
| 39     | Worthing (8)             | 1–4   | A.F.C. Hornchurch (8)      | 757      |
| 40     | Blackfield & Langley (9) | 0–1   | Maidenhead United (6)      | 189      |

## Vòng loại 4
Các trận đấu của Vòng loại 4 dự định diễn ra vào ngày 24 tháng 10 năm 2015, các trận đá lại không được diễn ra muộn hơn ngày 30 tháng 10. Có tổng cộng 64 đội tham gia, bao gồm 40 đội chiến thắng từ Vòng loại 3 và 24 đội mới từ Conference Premier nằm ở Cấp độ 5 của bóng đá Anh. Vòng này có 1 đội ở Cấp độ 9 là (Sporting Khalsa) vẫn còn thi đấu, là đội bóng có cấp độ thấp nhất trong vòng đấu. Kết quả như sau:
| Thứ tự | Đội nhà (Bốc thăm)         | Tỷ số        | Đội khách (Bốc thăm)        | Khán giả |
| ------ | -------------------------- | ------------ | --------------------------- | -------- |
| 1      | Gateshead (5)              | 1–2          | Worcester City (6)          | 782      |
| 2      | AFC Fylde (6)              | 1–0          | Barrow (5)                  | 901      |
| 3      | Wrexham (5)                | 0–1          | Gainsborough Trinity (6)    | 1,841    |
| 4      | Northwich Victoria (8)     | 0–0          | Chorley (6)                 | 534      |
| đá lại | Chorley (6)                | 1–2          | Northwich Victoria (8)      | 1,080    |
| 5      | Harrogate Town (6)         | 1–4          | Grimsby Town (5)            | 1,920    |
| 6      | Barwell (7)                | 2–2          | AFC Rushden & Diamonds (8)  | 819      |
| đá lại | AFC Rushden & Diamonds (8) | 0–1          | Barwell (7)                 | 1,162    |
| 7      | Salford City (7)           | 1–0          | Southport (5)               | 1,019    |
| 8      | Sporting Khalsa (9)        | 1–3          | FC United of Manchester (6) | 2,252    |
| 9      | Stalybridge Celtic (6)     | 1–1          | North Ferriby United (6)    | 547      |
| đá lại | North Ferriby United (6)   | 0-0 (7–8 p)  | Stalybridge Celtic (6)      | 710      |
| 10     | Halifax Town (5)           | 2–2          | Guiseley (5)                | 1,078    |
| đá lại | Guiseley (5)               | 1–2 (s.h.p.) | Halifax Town (5)            | 948      |
| 11     | Tranmere Rovers (5)        | 0–0          | Lincoln City (5)            | 3,729    |
| đá lại | Lincoln City (5)           | 2–0          | Tranmere Rovers (5)         | 2,380    |
| 12     | Stourbridge (7)            | 3–0          | Kidderminster Harriers (5)  | 2,032    |
| 13     | Macclesfield Town (5)      | 3–2          | Alfreton Town (6)           | 1,048    |
| 14     | Brackley Town (6)          | 3–0          | Bamber Bridge (8)           | 451      |
| 15     | Altrincham (5)             | 1–0          | Chester (5)                 | 1,603    |

| Thứ tự | Đội nhà (Bốc thăm)         | Tỷ số | Đội khách (Bốc thăm)       | Khán giả |
| ------ | -------------------------- | ----- | -------------------------- | -------- |
| 16     | Whitehawk (6)              | 2–0   | Poole Town (7)             | 450      |
| 17     | Maidenhead United (6)      | 3–0   | Woking (5)                 | 867      |
| 18     | Basingstoke Town (6)       | 3–0   | Torquay United (5)         | 793      |
| 19     | Grays Athletic (7)         | 1–1   | Welling United (5)         | 512      |
| đá lại | Welling United (5)         | 4–0   | Grays Athletic (7)         | 733      |
| 20     | Boreham Wood (5)           | 2–1   | A.F.C. Hornchurch (8)      | 307      |
| 21     | Wealdstone (6)             | 2–1   | Bognor Regis Town (7)      | 847      |
| 22     | Didcot Town (8)            | 4–2   | Brentwood Town (7)         | 347      |
| 23     | Eastbourne Borough (6)     | 1–2   | Dover Athletic (5)         | 821      |
| 24     | Chesham United (7)         | 2–1   | Enfield Town (7)           | 759      |
| 25     | Staines Town (7)           | 2–1   | Gloucester City (6)        | 417      |
| 26     | Aldershot Town (5)         | 1–0   | Sutton United (6)          | 1,471    |
| 27     | Bromley (5)                | 1–2   | Eastleigh (5)              | 1,101    |
| 28     | Margate (6)                | 1–2   | Forest Green Rovers (5)    | 1,302    |
| 29     | Braintree Town (5)         | 2–0   | Harlow Town (8)            | 727      |
| 30     | Havant & Waterlooville (6) | 3–3   | Cheltenham Town (5)        | 622      |
| đá lại | Cheltenham Town (5)        | 1–0   | Havant & Waterlooville (6) | 1,628    |
| 31     | Chippenham Town (7)        | 0–2   | Maidstone United (6)       | 811      |
| 32     | St Albans City (6)         | 2–1   | Weston-Super-Mare (6)      | 829      |

## Vòng đấu chính
Các đội chiến thắng ở Vòng loại 4 sẽ bước vào Vòng 1, nơi các đội League One (Cấp độ 3) và League Two (Cấp độ 4) của bóng đá Anh, mới tham gia.  Xem thêm ở Cúp FA 2015–16 về kết quả các trận đấu ở Vòng 1.

## Quyền phát sóng
Quyền phát sóng quốc nội của giải đấu được nắm bởi BBC và kênh đăng ký BT Sport. BBC nắm quyền này từ mùa giải 2014–15, trong khi BT Sport mua lại các quyền FA Cup còn lại của ESPN vào tháng 2 năm 2013. Trận chung kết FA Cup phải được phát sóng trên truyền hình Anh dưới mã Ofcom của sự kiện thể thao được bảo vệ.
Các trận đấu được phát sóng trên truyền hình Anh:
| Vòng đấu    | BT Sport                      |
| ----------- | ----------------------------- |
| Vòng loại 4 | Margate v Forest Green Rovers |